# 百瑙鳞头鲉
百瑙鳞头鲉（学名：Sebastapistes bynoensis）为鲉科鳞头鲉属的鱼类。分布于红海、印度洋至澳大利亚、北至日本以及西沙群岛、南沙群岛、台湾等海域等，主要栖息于礁盘水域。